# بی‌اختیاری مدفوع

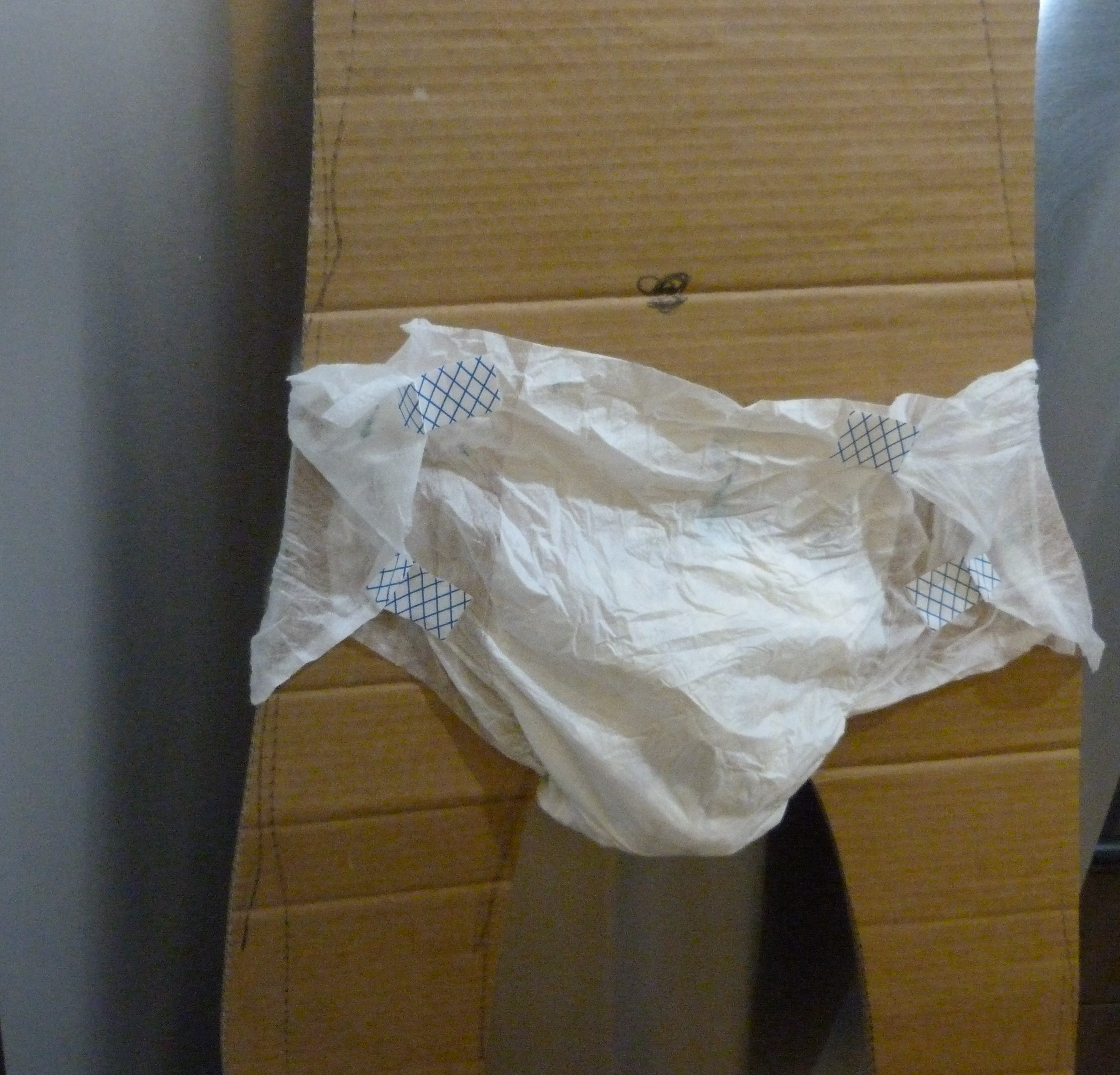
پوشک بزرگسال

بی‌اختیاری مدفوع، که انکوپورزیس (کثیف کردن لباس یا کثیف کردن زیر شلوار) هم یک نوع آن است، به معنای ناتوانی در کنترل دفع مدفوع است که منجر به از دست دادن غیرارادی محتویات روده به‌صورت دفع بی اختیارِ مدفوع شل و آبکی یا دفع بی اختیار مدفوع با قوام نرم و طبیعی یا دفع بی اختیارِ موکوس یا دفع بی اختیار مدفوع سفت می‌گردد. اگر فرد همراه با بی‌اختیاری مدفوع فرد دچار بی‌اختیاری در کنترل گاز روده (گوز و چس) باشد این امر به عنوان بی‌اختیاری مقعدی نامیده می‌شود. بی‌اختیاری مدفوع یک تشخیص پزشکی نیست بلکه علامتی از وجود یک بیماری است. بی‌اختیاری مدفوع می‌تواند به دلایل مختلف از جمله یبوست یا اسهال ایجاد شود . کنترل مدفوع توسط چندین عامل مرتبط، از جمله مکانیسم رفلکس بازدارنده راست روده ایی مقعدی (رفلکس بازدارنده رکتو آنال) حفظ می‌شود و بی‌اختیاری مدفوع معمولاً ناشی از اختلال در مکانیسم‌های متعدد است. شایع‌ترین علل شناخته شده عبارتند از آسیب زودرس یا دیر رس بدنبال زایمان، عوارض ناشی از جراحی در ناحیه مقعد و راست روده (جراحی آنورکتال) به ویژه جراحی بر روی اسفنکترهای مقعدی یا بالشتک‌های عروقی هموروئیدی (بواسیر)، تغییر عادات روده (به عنوان مثال، ناشی از سندرم روده تحریک پذیر، بیماری کرون، کولیت اولسروز، عدم تحمل غذا یا یبوست همراه با بی‌اختیاری سرریزی)، و همچنین رابطه جنسی مقعدی. تخمین زده می‌شود که ۲/۲ ٪ از افراد بزرگسال در جامعه دچار این مشکل می‌باشند. با این حال، آمار متفاوتی از میزان شیوع این مشکل گزارش شده‌است. بین سالهای ۲۰۰۵ تا ۲۰۱۰ شیوع ۸/۳۹ درصدی بین بزرگسالان ساکن ایالات متحده آمریکا گزارش شده‌است، شیوع مشکل بی‌اختیاری مدفوع در میان بزرگسالان ساکن خانه‌های سالمندان نزدیک به ۵۰ ٪ است.
بی‌اختیاری مدفوع یکی از ناتوان کننده‌ترین مشکلات روانی و اجتماعی است که یک فرد سالم می‌تواند با آن رو به رو شود، این مشکل اما به‌طور کلی قابل درمان است. بیش از ۵۰٪ بیماران بدحال بستری در بیمارستان بی‌اختیاری ادرار یا مدفوع را «بدتر از مردن» ارزیابی کرده اند. کنترل و درمان بی‌اختیاری مدفوع از طریق ترکیب رژیم غذایی، دارو درمانی و جراحی انجام شود. متخصصان مراقبت‌های بهداشتی و درمانی اغلب در مورد گزینه‌های درمانی اطلاع کافی ندارند و ممکن است از آثار سوء بی‌اختیاری مدفوع آگاه نباشند.

## علل
بی‌اختیاری یک تشخیص پزشکی نیست بلکه علامت یا نشانه ایی از یک بیماری است

### اختلال سیستم عصبی مرکزی
کنترل مدفوع نیازمند ردو بدل آگاهانه و فروآگاهانه اطلاعات به ناحیه مقعدی راست روده ایی و از این ناحیه به دیگر نقاط بدن می‌باشد. نقص‌ها /آسیب مغزی ممکن است سیستم عصبی مرکزی را در ناحیه ایی کوچک تحت تأثیر قرار دهند (به عنوان مثال سکته مغزی، تومور، ضایعات نخاعی، ضربه، مولتیپل اسکلروزیس). آسیب سیستم عصبی ممکن است به صورت فراگیر باشد (نمونه‌های آسیب فراگیر مغزی شامل بیماری زوال عقل «آلزایمر»، مولتیپل اسکلروزیس، عفونت سیستم عصبی، بیماری پارکینسون یا عوارض عصبی ناشی از دارو می‌باشند). بی‌اختیاری مدفوع (و بی‌اختیاری ادرار) همچنین ممکن است در حین تشنج‌های صرعی رخ دهد. بیماری گشاد شدن سخت شامه (دورال اکتازی) نمونه ای از ضایعه نخاعی است که ممکن است کنترل مدفوع (و ادرار) را تحت تأثیر قرار دهد.

### اسهال
کنترل مدفوع آبکی دشوارتر از مدفوع سفت است؛ بنابراین، بی‌اختیاری مدفوع می‌تواند با اسهال تشدید شود. برخی اسهال را شایع‌ترین عامل تشدید کننده بی‌اختیاری مدفوع می‌دانند. در مواردی که اسهال ناشی از مشکلات موقتی مانند عفونت‌های خفیف یا واکنش‌های غذایی است، بی‌اختیاری مشکلی کوتاه مدت خواهد بود. شرایط مزمن، مانند سندرم روده تحریک پذیر یا بیماری کرون، می‌تواند باعث اسهال شدید شود که هفته‌ها یا ماه‌ها طول می‌کشد. بیماریها، داروها و چربیهای غیرقابل هضم که در جذب روده اختلال ایجاد می‌کنند، ممکن است باعث استئاتوره (ترشح چربی راست روده و اسهال چرب) و درجاتی از بی‌اختیاری مدفوع شوند. علل مشابه شامل فیبروز کیستیک، اورلیستات و اولسترا می‌باشد. اسهال پس از برداشتن کیسه صفرا، اسهالی است که پس از برداشتن کیسه صفرا به دلیل وجود بیش از حد اسیدهای صفراوی ایجاد می‌شود. اورلیستات یک داروی ضد چاقی (کاهش وزن) است که مانع جذب چربی‌ها می‌شود. این دارو ممکن است عوارض جانبی، مانند اسهال و استئاتوره (دفع چربی در مدفوع) را ایجاد کند.

### بی‌اختیاری سرریزی (بدنبال یبوست)
این امر ممکن است زمانی رخ دهد که حجم زیادی از مدفوع در راست روده وجود داشته باشد (پرشدن راست روده با مدفوع بدنبال یبوست شدید)، که (مدفوع داخل راست روده) ممکن است سفت و سخت شود (سفت شدگی مدفوع). قسمتهایی از مدفوع آبکی قادر به عبور از اطراف انسداد (مدفوع سخت شده داخل راست روده) هستند که ( خروج این مدفوع آبکی از مقعد) منجر به بی‌اختیاری مدفوع می‌شود. مگارکتوم (بزرگ شدن اندازه راست روده) و حساسیت بیش از حد راست روده با بی‌اختیاری سرریزی همراه هستند. بیماران بستری در بیمارستان و ساکنان خانه‌های سالمندان احتمالاً در نتیجه عدم تحرک، کاهش هوشیاری، یبوست ناشی از مصرف دارو و/یا کم‌آبی بدن. ممکن است دچار بی‌اختیاری سرریزی مدفوع شوند.

## مدیریت
بی‌اختیاری مدفوع به‌طور کلی به طریق محافظه کارانه یا عمل جراحی یا ترکیبی از هر دو روش محافظه کارانه و جراحی قابل درمان است. موفقیت درمان بستگی به علت زمینه ای بی‌اختیاری و پاسخ علت زمینه‌ساز به درمان دارد. انتخاب نوع درمان به علت و شدت بیماری و انگیزه بیمار و سلامت عمومی فرد مبتلا بستگی دارد. معمولاً چندین اقدام محافظه کارانه با هم مورد استفاده قرار می‌گیرند و در صورت صلاحدید جراحی انجام می‌شود. تا زمانی که علائم به‌طور رضایت بخشی کنترل نشوند، ممکن است درمان ادامه داشته باشد. یک الگوریتم درمانی بر اساس علت زمینه ایی بی‌اختیاری مدفوع ارائه شده‌است، در بر گیرندهاقدامات محافظه کارانه، درمان غیر جراحی و جراحی می‌باشد. درمان جراحی نئواسفینکتر به گراسیلوپلاستی دینامیک یا اسفنکتر مقعدی بازسازی شده اشاره دارد، تنقیه به شستشوی برگشتی راست روده اشاره دارد. اقدامات محافظه کارانه شامل اصلاح رژیم غذایی، درمان دارویی، تنقیه، تمرینات بیوفیدبک بازآموزی اسفنکتر مقعدی است. محصولات بی‌اختیاری به وسایلی مانند درپوش مقعدی و لباس‌های پوششی مانند نوار بهداشتی (پد) /پوشک اشاره دارد. پدهای بی‌اختیاری تنها برای بی‌اختیاری جزئی کاربردی هستند. اگر همه اقدامات دیگر بی اثر باشد، برداشتن کل روده بزرگ یک گزینه است.

## همه گیرشناسی
به نظر می‌رسد که بی‌اختیاری مدفوع امری بسیار شایع است، که به دلیل خجالت آور بودن آن بسیار کم گزارش می‌گردد. یک مطالعه شیوع ۲/۲ درصدی را در جمعیت عمومی گزارش کرده‌است. این بیماری در همه سنین دیده می‌شود، اما در افراد مسن شایع تر است (اما نباید آن را بخشی طبیعی از روند طبیعی پیری در نظر گرفت). احتمال ابتلای زنان به بی‌اختیاری مدفوع بیشتر از مردان است (۶۳٪ افراد بالای ۳۰ سال مبتلا به بی‌اختیاری مدفوع زن هستند). در سال ۲۰۱۴، مرکز ملی آمار سلامت آمریکا گزارش داد که از هر شش سالمند در ایالات متحده که در خانه یا آپارتمان خود زندگی می‌کردند، یکی مبتلا به بی‌اختیاری مدفوع بوده. مردان و زنان سالمند (بالای شست و پنج سال) به‌طور مساوی دچار بی‌اختیاری مدفوع می‌شوند. ۵۰٪-۴۵٪ از افراد مبتلا به بی‌اختیاری مدفوع دچار ناتوانی شدید جسمی و/یا روانی هستند.